# The Bank of Tokyo-Mitsubishi UFJ
MUFG Bank, Ltd. (яп. 株式会社三菱UFJ銀行 Кабусики-гайся Мицубиси Ю Эф Джэй гинко:, UFJ — сокр. от United Financial of Japan) — японский банк, образованный в результате слияния банка Tokyo-Mitsubishi и банка UFJ в январе 2006 года. Банк существует для нужд компании Mitsubishi UFJ Financial Group.
В конце 2006 года Мицубиси Ю-эф-джей объявил о создании дочернего банка в России, основными видами деятельности которого станут валютные операции и выдача кредитов для японских компаний в России.
В декабре 2007 года суммарные активы Мицубиси Ю-эф-джей составляли 170 триллионов иен ($1,6 трлн.). В филиальную сеть банка входит 81 дочерняя компания за рубежом, клиенты имеют около 40 млн счетов. Standard & Poor's присвоил Mitsubishi UFJ Financial Group Inc. долгосрочный рейтинг A, прогноз стабильный.